# Nicolás Meriano
Nicolás Meriano (Rosario, 9 novembre 2000) è un calciatore argentino, difensore del Belgrano.

## Caratteristiche tecniche
Gioca come difensore centrale.

## Carriera
Meriano è cresciuto nel settore giovanile del Belgrano ed ha firmato il suo primo contratto professionistico nel dicembre del 2020. Nel febbraio del 2021 è stato prestato al Rosario Central, dove ha giocato principalmente con la seconda squadra riuscendo però a fare il suo esordio nel calcio professionistico il 9 ottobre, nei minuti finali dell'incontro di Primera División pareggiato 2-2 contro l'Estudiantes (LP).
Nel 2022 ha fatto ritorno al Belgrano con cui ha vinto il campionato di Primera B Nacional conquistando la promozione in Superliga.

## Statistiche

### Presenze e reti nei club
Statistiche aggiornate al 2 aprile 2024.
| Stagione        | Squadra         | Campionato      | Campionato | Campionato | Coppe nazionali | Coppe nazionali | Coppe nazionali | Coppe continentali | Coppe continentali | Coppe continentali | Altre coppe | Altre coppe | Altre coppe | Totale | Totale | Totale |
| Stagione        | Squadra         | Comp            | Pres       | Reti       | Comp            | Pres            | Reti            | Comp               | Pres               | Reti               | Comp        | Pres        | Reti        | Pres   | Reti   |        |
| --------------- | --------------- | --------------- | ---------- | ---------- | --------------- | --------------- | --------------- | ------------------ | ------------------ | ------------------ | ----------- | ----------- | ----------- | ------ | ------ | ------ |
| 2021            | Rosario Central | PD              | 1          | 0          | CA+CdL          | 0               | 0               |                    | -                  | -                  |             | -           | -           | 1      | 0      |        |
| 2022            | Belgrano        | PBN             | 5          | 0          | CA              | 3               | 0               |                    | -                  | -                  |             | -           | -           | 8      | 0      |        |
| 2023            | Belgrano        | PD              | 19         | 0          | CA+CdL          | 1+4             | 0               |                    | -                  | -                  |             | -           | -           | 24     | 0      |        |
| 2024            | Belgrano        | PD              | 0          | 0          | CA+CdL          | 0+11            | 0+1             |                    | -                  | -                  |             | -           | -           | 11     | 1      |        |
| Totale carriera | Totale carriera | Totale carriera | 25         | 0          |                 | 19              | 1               |                    | -                  | -                  |             | -           | -           | 44     | 1      |        |

## Palmarès

### Club

#### Competizioni nazionali
- Primera B Nacional: 1

Belgrano: 2022